# Minino (Kaliningrad, Bagrationowsk)
Minino (russisch Минино, deutsch Bögen, Kreis Friedland/Bartenstein, lit.: Mininas) ist ein Ort in der russischen Oblast Kaliningrad (Gebiet Königsberg (Preußen)) und gehört zur Gwardeiskoje selskoje posselenije (Landgemeinde Gwardeiskoje (Mühlhausen)) im Rajon Bagrationowsk (Kreis Preußisch Eylau).

## Geographische Lage
Minino liegt im Südosten des Rajon Bagrationowsk unmittelbar an der Grenze zum Rajon Prawdinsk (Kreis Friedland (Ostpr.)). Von der Nebenstraße, die Tischino (Abschwangen) (an der russischen Fernstraße A 196, ehemalige deutsche Reichsstraße 131) nach Domnowo (Domnau) zweigt nach Westen ein Landweg ab, der unmittelbar nach Minino führt. Eine Bahnanbindung besteht nicht.

## Geschichte
Das ehemals Bögen genannte Gutsdorf ist leicht zu verwechseln mit dem früheren Vorwerk Bögen (heute russisch: Lineinoje), die beide heute im Rajon Bagrationowsk liegen. Bis 1945 jedoch gehörte das Gutsdorf zum 1927 in Landkreis Bartenstein (Ostpr.) umbenannten Landkreis Friedland im Regierungsbezirk Königsberg der preußischen Provinz Ostpreußen. Zwischen 1874 und 1928 war der Ort in den Amtsbezirk Groß Saalau (russisch: Gontscharowo) eingegliedert. Im Jahr 1910 zählte der Gutsbezirk Bögen 259 Einwohner.
Am 30. September 1928 gab Bögen seine Selbständigkeit auf und wurde in die Landgemeinde Genditten (russisch: Kusnetschnoje, jetzt Berjosowka) eingegliedert und kam somit zum Amtsbezirk Galben (Wischnjaki), der kurze Zeit später in „Amtsbezirk Gallitten“ (Pessotschnoje) umbenannt wurde.
Im Jahr 1945 kam Bögen mit dem nördlichen Ostpreußen zur Sowjetunion und erhielt 1946 den russischen Namen „Minino“. Bis 2009 war der Ort in den Tschechowski sowjet (Dorfsowjet Tschechowo (Uderwangen)) eingegliedert und ist seither – aufgrund einer Struktur- und Verwaltungsreform – eine als „Siedlung“ (russisch: possjolok) eingestufte Ortschaft innerhalb der Gwardeiskoje selskoje posselenije (Landgemeinde Gwardeiskoje (Mühlhausen)) im Rajon Bagrationowsk.

## Kirche
Aufgrund seiner vor 1945 mehrheitlich evangelischen Bevölkerung war Bögen in das Kirchspiel Domnau (heute russisch: Domnowo) eingepfarrt. Es gehörte zum Kirchenkreis Friedland (heute russisch: Prawdinsk), dann zum Kirchenkreis Bartenstein (heute polnisch: Bartoszyce) in der Kirchenprovinz Ostpreußen der Kirche der Altpreußischen Union. Letzter deutscher Geistlicher war Pfarrer Hans Hermann Engel.
Auch heute besteht der kirchliche Bezug von Minino nach Domnowo. Dort hat sich eine evangelisch-lutherische Gemeinde gebildet, die Filialgemeinde der Auferstehungskirche in Kaliningrad (Königsberg) ist und der Propstei Kaliningrad in der Evangelisch-lutherischen Kirche Europäisches Russland (ELKER) zugehört.